# Delenn
Delenn es un personaje de ficción de la serie Babylon 5 interpretado por Mira Furlan. Fue la embajadora de los Minbari en Babylon 5.

## Biografía
Delenn nació en 2222 en Minbar. Fue miembra de la casta religiosa de los minbari. Más tarde fue elegida miembro del Consejo Gris antes de la guerra de los Minbari contra la Alianza Terrestre. Eso ocurrió en julio de 2245. Fue testigo de como los humanos atacaron la nave líder de los minbari a causa de un malentendido, que costó la vida de su líder Dukat. A causa de ello ella empezó la guerra entre los humanos y los minbari en dolor por la muerte de Dukat, su mentor. Durante la guerra ella continuó siendo miembro del Consejo. En la última batalla ella y el consejo estuvieron presentes y cogieron prisionero a Jeffrey Sinclair para conocer detalles sobre la última defensa de los humanos que luego iban a atacar. Al escanearlo ellos descubrieron que tenía una alma minbari y que esa alma era la de Valen. Ese descubrimiento les obligó a detener la guerra justo antes de haber vencido y borrar esos recuerdos a Sinclair para evitar que se descubriese y así evitar un caos en la sociedad minbari.  
En 2256 ella se convirtió en embajadora de los Minbari en Babylon 5, que fue creado para evitar una guerra así en el futuro. Su trabajo era vigilar a Jeffrey Sinclair y encargarse de que no se acordase de lo ocurrido y también comprender a los humanos, que Valen había catalogizado en sus profecías como decisivos para poder vencer a las Sombras en la futura guerra que se avecinaba. Durante ese tiempo entabló una amistad con Sinclair. Más tarde se encargó que fuese a Minbar y le ayudó  donde podía desde la distancia para que fuese líder de los Rangers, el futuro ejército contra las Sombras. 
Cuando se enteró de que las Sombras habían vuelto a Z'Ha'Dum, ella se convirtió en media humana con ayuda de una máquina especial como parte de un plan de unir a las razas minbari y humana contra ellas. Desde entonces luchó para que se pudiese vencer a las Sombras teniendo que vencer para ello todo tipo de resistencia entre los minbari y los humanos. Para ello también estableció una alianza con el personal de Babylon 5 y se encargó de mantener la independencia de la estación, cuando se independizó por la corrupción de su presidente de ese momento. 
Utilizando esa base ella y Sheridan unificaron a las razas jóvenes para poder vencer a las Sombras. También enviaron a Babylon 4 y a Sinclair al pasado, donde él se convertiría en el minbari Valen con la ayuda de esa máquina especial para que pudiese vencer en el pasado a las sombras, convertirse en su antepasado y sentar las bases para que Delenn y Sheridan pudiesen vencer las sombras en el presente. Después de ello Delenn se convirtió en líder de los Ranger en lugar de Sinclair. Más tarde Delenn y Sheridan se aliaron con Lórien para acabar con la guerra entre los Vorlon y las Sombras de forma definitiva y así empezar una nueva era para las razas jóvenes.
Durante ese tiempo Delenn se enamoró de Sheridan y Sheridan se enamoró de ella. Ambos se casaron más tarde y tuvieron un hijo, David Sheridan, que nació en diciembre de 2262. Después de la guerra crearon la Alianza Interestelar y en ella ella continuó sirviendo como líder de los Rangers, el ejército de la Alianza. Un año después trasladaron el cuartel de la Alianza a Tuzanor en Minbar y rigieron a la Alianza allí desde entonces. En enero de 2279, 18 años después del fin de la guerra, ella fue elegida presidente de la Alianza en lugar de Sheridan cuando ya se acercaba a su muerte y ella decidió convertir a Sheridan en el líder de los Rangers en su lugar.
Estuvo con Sheridan durante su última cena con sus amigos de Babylon 5 dos años más tarde y se despidió de él al día siguiente nombrando a Susan Ivanova como líder de los Rangers en su lugar y continuó su trabajo como Presidente, aunque siempre tomándose su tiempo al amanecer para poder recordar a Sheridan, su marido desaparecido.
Más tarde dejó sus cargos y vivió aislada. Apareció una última vez públicamente el 2 de enero de 2362 en la Tierra para defender a Sheridan que estaba siendo difamado allí. Volvió después de ello a Minbar, donde murió poco tiempo después.